# Una Vizek
Una Vizek (Zagreb, 1976.), hrvatska dramatičarka.
Kao dramatičarka debitira 2017. dramom Nema života na Marsu u režiji Marine Pejnović i produkciji HNK Varaždin. 2019. godine njezinu dramu Ja od jutra nisam stao režira Nana Šojlev u produkciji GK Kerempuh. 

## Praizvedbe
- 2017. Nema života na Marsu, režija: Marina Pejnović, HNK Varaždin
- 2019. Ja od jutra nisam stao, režija: Nana Šojlev, GK Kerempuh, Zagreb

## Nagrade
- 2015. Marin Držić (Ministarstvo kulture) za dramu Nema života na Marsu.
- 2017. Marin Držić (Ministarstvo kulture) za dramu Ja od jutra nisam stao.
- 2020. Nagrada Fadil Hadžić (Dani satire Fadila Hadžića) za dramu Ja od jutra nisam stao.